# Tony Danza
Antonio Salvatore Iadanza, más conocido como Tony Danza (Nueva York, 21 de abril de 1951), es un actor estadounidense. Es más conocido por sus roles en las telecomedias de los años 80 Who's the Boss? y Taxi. Por las cuales recibió una nominación al Emmy y a cuatro Globos de Oro. En 1997 ganó el People's Choice Award a mejor actor por su teleserie The Tony Danza Show.

## Biografía
Danza nació en Brooklyn, Nueva York. Es hijo de Anne Cammisa Iadanza (1925-1993) y Matty Iadanza (1920-1983), quienes murieron de cáncer. Matty Iadanza era un basurero en Brooklyn y era de ascendencia italiana y puertorriqueña. La madre de Danza era una inmigrante de Sicilia. Tiene un hermano menor, Matty Jr. (n. 1954), quien es dueño de un restaurante en Los Ángeles. Cuando Danza tenía catorce años, su familia se mudó a Malverne en Long Island. Danza fue a la Escuela Secundaria Malverne y se graduó en 1968. En el primer episodio de su show Teach: Tony Danza, Danza se describió a sí mismo como un «mal estudiante» en la secundaria. Danza se graduó con una licenciatura en Historia en 1972 de la Universidad de Dubuque, a la cual asistió con una beca de lucha grecorromana.
En 1975, a modo de broma, los amigos de Danza lo inscribieron en el campeonato de boxeo New York City Golden Gloves. Danza cayó en las finales luego de noquear a sus primeros seis oponentes. Danza se convirtió en boxeador profesional y terminó con un récord de 9-3 y todas salvo una de sus peleas terminaron en nocaut.
Poco después de graduarse de la universidad, Danza fue descubierto por un productor en un gimnasio de boxeo en Nueva York. Después de esto fue que consiguió un papel en la teleserie Taxi. En 1986, Danza se casó por segunda ocasión con Tracy Robinson. La pareja se divorció luego de cinco años de separación el 6 de febrero de 2013. Juntos tuvieron dos hijos, Katherine (nacida en 1987) y Emilio (nacido en 1993). En 2005, Tony Danza se convirtió en abuelo cuando su hijo Marc y su esposa, Julie, tuvieron un hijo, Nicolas. En 2008, Danza y su hijo Marc publicaron un libro de cocina, Don't Fill Up to the Antipasto: Tony Danza's Father-Son Cookbook.

## Carrera como actor y profesor
Danza es más conocido por sus roles en Taxi, serie en la cual representó a Tony Banta, un conductor de taxi y boxeador semi profesional, y en Who's the Boss?, en la cual hizo el papel de Tony Macelli, un beisbolista retirado, amo de llaves y padre soltero.
Danza también tuvo roles estelares en las telecomedias Hudson Street de 1995 y The Tony Danza Show de 1997 (no confundir este último con su talk show del mismo nombre). También tuvo un papel en el drama televisivo Family Law, entre el 2000 y el 2002.
Fue nominado para un Emmy como actor principal invitado por su rol en la teleserie de 1998 The Practice. Su primer papel en una película fue en la comedia The Holywood Knights (1980), la cual fue seguida por Going Ape! (1981). Fue aclamado por la crítica por su actuación en la obra de Broadway The Iceman Cometh en 1999. En 2002, Danza lanzó su primer álbum musical, titulado The House I Live In.
Desde 2004 Danza condujo su propio talk show, The Tony Danza Show (El show de Tony Danza), que fue producido todos los días hábiles por la mañana en su ciudad natal de Nueva York y sindicado a todo Estados Unidos. El 9 de mayo de 2005, durante una carrera de karting con la estrella de NASCAR Rusty Wallace, quien estaba como invitado en el programa, el vehículo de Danza se volcó luego de que Wallace lo chocara en forma accidental. Ninguno de los dos estaba utilizando casco en el momento del accidente, pero nadie resultó herido. Danza volvió a correr en karting, el 20 de octubre de 2005, para desafiar a la corredora de IndyCar Danica Patrick. Pero sus frenos fallaron y terminó chocándose contra una pared. En esta ocasión, tampoco sufrió ninguna lesión. El último episodio del talk show fue en mayo de 2006.
Entre el 19 de diciembre de 2006 y el 11 de marzo de 2007, hizo el papel de Max Bialystock en el musical de Broadway The Producers. Repitió su rol entre el 13 de agosto de 2007 y el 9 de febrero de 2008 en el Paris Las Vegas.
En septiembre de 2008 se anunció que Danza sería el conductor de la 4.a temporada de The Contender. La cual fue filmada en Singapur y salió al aire por primera vez en diciembre de 2008 en el canal de deportes Versus.
En agosto de 2009 se anunció que Danza participaría en el reality show de A&E Teach: Tony Danza. En el cual el coenseñaría una clase de inglés de 10.o grado en la Escuela Secundaria Northeast en Filadelfia. La serie fue filmada durante el año escolar 2009-10 y salió al aire el 1 de octubre de 2010. El libro I'd Like to Apologize to Every Teacher I Ever Had: My Year as a Rookie Teacher at Northeast High (en español, Quisiera disculparme con todos los profesores que he tenido: mi año como profesor novato en la secundaria Northeast), de 2012, fue basado en su experiencia allí.

## Filmografía

### Cine
| Año  | Título                                                         | Papel                         | Notas                                           |
| ---- | -------------------------------------------------------------- | ----------------------------- | ----------------------------------------------- |
| 1980 | The Hollywood Knights                                          | Duke                          |                                                 |
| 1980 | Murder Can Hurt You                                            | Pony Lambretta                | Película para TV                                |
| 1981 | Going Ape!                                                     | Foster                        |                                                 |
| 1984 | Cannonball Run II                                              | Terry                         |                                                 |
| 1984 | Single Bars, Single Woman                                      | Dennis                        | Película para TV                                |
| 1986 | Doing Life                                                     | Jerry Rosenberg               | Película para TV                                |
| 1988 | Mr. Thompson and His Bananas                                   | Geraldo Thompson              |                                                 |
| 1988 | Freedom Fighter                                                | Vic Ross                      | Película para TV                                |
| 1989 | She's Out of Control                                           | Doug Simpson                  | Nominado para el Golden Raspberry al peor actor |
| 1991 | The Whereabouts of Jenny                                       | Rowdy Patron                  | Película para TV                                |
| 1991 | Dead and Alive: The Race for Gus Farace                        | Constible Farace              | Película para TV                                |
| 1992 | I'm From Hollywood                                             | Como él mismo                 |                                                 |
| 1994 | Angels in the Outfield                                         | Mel Clark                     |                                                 |
| 1994 | The Mighty Jungle                                              | Vinnie, the Alligator         | Película para TV                                |
| 1995 | Deadly Whispers                                                | Tom Acton                     | Película para TV                                |
| 1996 | Illtown                                                        | D'Avalon                      |                                                 |
| 1996 | Dear God                                                       | Como él mismo                 |                                                 |
| 1996 | North Shore Fish                                               | Sal                           | Película para TV                                |
| 1997 | Glam                                                           | Sid                           |                                                 |
| 1997 | The Girl Gets Moe                                              | Moe                           |                                                 |
| 1997 | A Brooklyn State of Mind                                       | Louie Crisci                  |                                                 |
| 1997 | Meet Wally Sparks                                              | Conductor de taxi neoyorquino |                                                 |
| 1997 | 12 Angry Men                                                   | Jurado #7                     | Película para TV                                |
| 1998 | The Garbage Picking Field Goal Kicking Philadelphia Phenomenon | Barney Gorman                 |                                                 |
| 1998 | Noah                                                           | Norman Waters                 | Película para TV                                |
| 2003 | Stealing Christmas                                             | Jack Clayton                  | Película para TV                                |
| 2004 | The Whisper                                                    | Simon                         |                                                 |
| 2004 | Crash                                                          | Fred                          |                                                 |
| 2006 | Cloud 9                                                        | Como él mismo                 |                                                 |
| 2009 | The Nail: The Story of Joey Nardone                            | Chickie                       |                                                 |
| 2010 | Firedog                                                        | Rocky                         |                                                 |
| 2013 | Don Jon                                                        | Jon Sr.                       |                                                 |
| 2013 | Aftermath                                                      | King                          |                                                 |
| 2022 | Darby y los espíritus                                          | Gary                          |                                                 |

### Televisión
| Año       | Título              | Papel                | Notas                                                                                   |
| --------- | ------------------- | -------------------- | --------------------------------------------------------------------------------------- |
| 1978-1983 | Taxi                | Tony Banta           | 114 episodios Nominado a un Globo de Oro                                                |
| 1983      | The Love Boat       | Bud O'Hara           | 2 episodios                                                                             |
| 1984-1992 | Who's the Boss?     | Tony Micelli         | 196 episodios Nominado a los Globo de Oro (1986-1987, 1989) Nominado a un TV Land Award |
| 1991-1992 | Baby Talk           | Baby Mickey Campbell | 35 episodios                                                                            |
| 1995-1996 | Hudson Street       | Tony Canetti         | 22 episodios                                                                            |
| 1997-1998 | The Tony Danza Show | Tony DiMeo           | 14 episodios Ganador de un People's Choice Awards                                       |
| 1998      | The Practice        | Tommy Silva          | 4 episodios Nominado a un Emmy                                                          |
| 2000-2002 | Family Law          | Joe Celano           | 25 episodios                                                                            |
| 2000      | King of the Hill    | Como él mismo        | Episodio: «Peggy's Fan Fair»                                                            |
| 2001      | Family Guy          | Como él mismo        | Episodio: «Ready, Willing and Disabled»                                                 |
| 2004-2006 | The Tony Danza Show | Como él mismo        | Presentador, 330 episodios                                                              |
| 2005      | All My Children     | Mánager del hotel    | Episodio: «May 18, 2005»                                                                |
| 2008      | Rita Rocks          | Matt Morelli         | Episodio: «The Crying Game»                                                             |
| 2010      | Teach: Tony Danza   | Como él mismo        | 7 episodios                                                                             |
| 2018      | The Good Cop        | Big Tony             | 10 episodios                                                                            |